# George Handley
George Handley, född 9 februari 1752 i Sheffield i Yorkshire, död 17 september 1793 i Chatham County i Georgia, var en amerikansk politiker. Han var Georgias guvernör 1788–1789.
Efter emigrationen till Nordamerika deltog Handley i amerikanska frihetskriget och avancerade till överstelöjtnant i kontinentalarmén. Mellan 1780 och 1782 var han i brittisk krigsfångenskap. År 1788 tillträdde han som Georgias guvernör och efterträddes 1789 av George Walton.
Handley tillträdde 1790 som sheriff i Richmond County, ett ämbete han innehade fram till sin död.